# Babeldaob
Babeldaob (Babelthuap), vulkanski otok, najveći u otočnoj državi Palau u Karolinima, oko 330 km² (127 mi²). Nastao je prije nekim 70 milijuna godina kao rezultat vulkanske aktivnosti, a prema arheološkim nalazima naseljen je nekih 3.000 godina. Najvećim dijelom prekriven je šumom, a na njemu nlazi se i glavni grad države, Melekeok, koji je na njega premješten iz Korora 2006. Na otoku se nalaze i dva prirodna slatkovdna jezera i najveći palauanski vrh Ngerchelchuus (794 stope/242 m). 70% Palau teritorija nalai se na ovom otoku.

## Vodeni resursi
Jezero Ngardok nalazi se u državi Melekeok, ima površinu od 12 akera i u sebi 12 milijuna galona vode. Drugo jezero Ngerkall Pond u državi Ngaraard (1 aker) sadržava 400 tisuća galona vode. Od 345 milja stalnih vodenih tokova na Palauu, gotovo svi su na Babeldaobu, to su rijeke Ngeremeduu, Ngerdorch (najduža), Ngerikiil, Diongradid i Ngerbekuu.

## Naselja
Od 50 naselja 47 su stalnonaseljena.

## Vegetacija
Vegetacija (šume) prekriva 106 milja četvornih otoka i to 84 mi² na brdovite šume, 16 mi² na mangrove, 6² milja na močvare. Na popisu su 820 biljnih vrsta od čega 580 domaćih.

## Fauna
Fauna otoka je prilično raznolika, to su ptice, kukci, ribe, reptili i sisavci. Najbrojnije vrste pripadaju kukcima kojih ima oko 5,000 vrsta. 43 od 50 ptičjih vrsta stalno živi na otoku. U tekućim vodama živi oko 40 ribljih vrsta, tu su nadalje jedna autohtona vrsta žabe, 2o vrsta guštera, najmanje 5 vrsta zmija i morski krokodil. Sisavcima pripadaju razne domesticirane vrste, psi, mačke, svinje i štakori, od kojih mnoge danas žive divlje u prirodi.